# Эдвард, Харри
Харри Эдвард — британский легкоатлет. На олимпийских играх 1920 года выиграл бронзовые медали на дистанциях 100 метров — 10,9 и 200 метров — 22,1. Семикратный чемпион Великобритании на различных дистанциях. Первый чернокожий легкоатлет Великобритании, кому удалось стать олимпийским призёром.
Был гайанского происхождения. До Первой мировой войны жил в Германии, затем переехал в Великобританию, за которую и выступал на Олимпиаде 1920 года.